# Czas środkowoafrykański
|  | UTC-1:00: Czas Cabo Verde                                                                    |
|  | UTC: Czas zachodnioeuropejski • Czas Greenwich                                               |
|  | UTC+1:00: Czas środkowoeuropejski • Czas zachodnioafrykański • Czas środkowoeuropejski letni |
|  | UTC+2:00: Czas wschodnioeuropejski • Czas środkowoafrykański • Czas południowoafrykański     |
|  | UTC+3:00: Czas wschodnioeuropejski letni • Czas wschodnioafrykański                          |
|  | UTC+4:00: Czas Mauritiusa • Czas Seszeli                                                     |

Czas środkowoafrykański (ang. Central Africa Time, CAT) – strefa czasowa, odpowiadająca czasowi słonecznemu południka 30°E, który różni się o 2 godziny od uniwersalnego czasu koordynowanego (UTC+02:00). W strefie tej, położonej stosunkowo blisko równika więc o mniejszych różnicach w długości dnia w ciągu roku, nie stosuje się przejścia na czas letni.
W strefie znajdują się państwa w pasie przebiegającym przez środek Afryki:
- Burundi
- Botswana
- Kongo (część wschodnia)
- Libia
- Malawi
- Mozambik
- Namibia (od września 2017 r.)[2][3]
- Rwanda
- Sudan
- Zambia
- Zimbabwe

Dodatkowo kilka krajów stosuje bardzo zbliżone strefy czasowe:
- Egipt (dokładnie: czas wschodnioeuropejski)

oraz czas południowoafrykański:
- Lesotho
- Południowa Afryka
- Suazi